# Ieia (Krilóvskaia)
|  | Per a altres significats, vegeu «Ieia (desambiguació)». |

Ieia - Ея (rus) - és un khútor del krai de Krasnodar, a Rússia. Es troba a la confluència del riu Ieia i el seu afluent Ploskaia. És a 16 km a l'est de Krilóvskaia i a 165 km al nord-est de Krasnodar.
Pertany a l'stanitsa de Krilóvskaia.